# Edward Mutesa
Sir Edward Frederick William David Walugembe Mutebi Luwangula Mutesa II. (* 19. November 1924; † 21. November 1969 in London) war König von Buganda und von 1963 bis 1966 der Präsident von Uganda. Von seinen Anhängern oft nur King Freddie gerufen. Als König (Kabaka) war er auch der Führer der Ganda, des Volkes von Buganda.

## Leben
Nach dem Tod seines Vaters König Daudi Chwa II. 1939 wurde Mutesa König. Zu dieser Zeit war Buganda ein Teil des britischen Protektorates von Uganda. Er führte die Absichten seines Vaters, das Land in eine konstitutionelle Monarchie zu reformieren, fort. Als Gespräche darüber begannen, Uganda in einen unabhängigen Staat zu verwandeln, versuchte Mutesa, die Souveränität Bugandas zu erhalten. Dies schlug fehl und führte zu seiner Absetzung und Ausweisung ins Exil. Im Jahr 1955 kehrte er nach Uganda und zu seinem Thron zurück.
Am 1. Januar 1962 wurde er von Elisabeth II. als Knight Commander of the British Empire (KBE) geadelt und führte seither das Prädikat „Sir“.
Mit Milton Obote als Premierminister und Walter Fleming Coutts als Generalgouverneur gelangte Uganda 1962 schließlich zur Unabhängigkeit. 1963 schaffte Obote den Commonwealth-Status ab und ersetzte den Posten des Generalgouverneurs durch einen Präsidenten. Eine durch Obote stark manipulierte Wahl ermöglichte es Mutesa, Ugandas erster Präsident zu werden, und beschwichtigte zugleich das Volk der Ganda.
Mutesa war nicht zufrieden damit, als ein bloßer Repräsentant des Landes zu dienen, was zu Konflikten mit Obote führte. 1966 setzte Obote die Verfassung außer Kraft, ernannte sich selbst zum neuen Präsidenten und schickte Mutesa ins Exil nach Großbritannien. Der neue Präsident schaffte daraufhin alle ugandischen Königreiche ab, inklusive Buganda.

## Umstände des Todes
Mutesa starb 1969 an einer Alkoholvergiftung in seiner Londoner Wohnung. Obwohl die britische Polizei den Vorfall als Suizid wertet, glauben einige, dass ihm von Agenten Obotes große Mengen Wodka eingeflößt wurden. Nur wenige Stunden vor seinem Tod wurde er von dem britischen Journalisten John Simpson interviewt, der berichtete, Mutesa sei nüchtern und in guter Verfassung gewesen. Simpson berichtete dies auch der Polizei, die seine Angaben aber nicht näher untersuchte.